# José Fariña Tojo
José Fariña Tojo fue un arquitecto y urbanista español, especialista en territorio, patrimonio y paisaje.

## Trayectoria
Nació en 1944 y hasta los 10 años vivió en Carballiño, hijo de Xosé Fariña Jamardo, antiguo secretario del Concello de la localidad ourensana. Fariña fue arquitecto urbanista por la Escuela Técnica Superior de Arquitectura de Madrid y licenciado en derecho por la Universidad Complutense de Madrid. Fue técnico urbanista del Instituto de Estudios de Administración Local (IEAL) que desde 1987 se renombró como Instituto Nacional de Administración Pública (España). En la Universidad Politécnica de Madrid realizó un máster en organización de empresas y un doctorado en urbanismo. Profesor, investigador y catedrático, desde julio de 2018 hasta su fallecimiento fue profesor emérito de la Universidad Politécnica de Madrid. Fariña estuvo especializado en planeamiento de centros históricos, y protección del patrimonio natural y urbano. Participó en el Grupo de Investigación en Arquitectura, Urbanismo y Sostenibilidad, así como en el consejo de redacción y en el comité científico de revistas de investigación académica como Urbs, Planur-e, o Retícula, entre otras. Es autor de numerosos artículos de investigación y libros como el publicado el 1980 de título Los asentamientos rurales en Galicia, o los publicados en el año 2000  La protección del patrimonio urbano, y en el 2001 La ciudad y el medio natural, entre otros. Ha participado en multitud de conferencias, congresos y debates de actualidad como las jornadas sobre ciudades saludables del año 2021 en el Colegio Oficial de Arquitectos de Cantabria y el de Asturias, o la de abril de 2022 en Rivas Vaciamadrid.
Fariña ha elaborado planes para la protección del Patrimonio histórico, catálogos de patrimonio y de planes de urbanismo, como profesional independiente y ha sido directivo en diferentes empresas de gestión urbanística como SODETEG (Societé d'études techniques et d'entreprises generales) y OTAPLAN SA en las que trabajó como director de proyectos.
Entre los premios recibidos por Fariña destacar el primer premio del Instituto de Estudios de Administración Local por las numerosas tesis doctorales que ha dirigido o el recibido en el año 2020 de Passive and Low Energy Architecture, el PLEA Awards.
Fariña fue director de la revista académica Cuadernos de Investigación Urbanística y del máster universitario en Patrimonio cultural en el Siglo XXI: gestión e investigación, impartido por la Universidad Complutense de Madrid y la Universidad Politécnica de Madrid, profesor del máster en ecología urbana e infraestructura verde.
Desde 2012 hasta su fallecimiento escribió un blog titulado El Blog de Fariña, con diversos temas de arquitectura y urbanismo.
Falleció en Madrid el 4 de febrero de 2025.

## Publicaciones seleccionadas
- 1980 Los asentamientos rurales en Galicia. Editores: Instituto de Estudios de Administración Local. ISBN: 84-7088-249-X[11]
- 2000 La protección del patrimonio urbano, instrumentos normativos. Editorial Akal, ISBN: 84-460-1528-5[12]
- 2001 La ciudad y el medio natural. Ediciones Akal, ISBN: 84-460-1657-5[13]